# Geosynchronous Satellite Launch Vehicle
El GSLV o Geosynchronous Satellite Launch Vehicle fue desarrollado por la Agencia India de Investigación Espacial (ISRO) con el objetivo de lanzar los satélites INSAT a órbita geoestacionaria, dotando a la India de capacidad para acceder al espacio sin depender de los cohetes de otros países. El GSLV es una evolución del PSLV (Polar Satellite Launch Vehicle).
Se trata de un cohete de tres etapas con cohetes aceleradores: los cohetes aceleradores usan propelentes sólidos, la primera y segunda emplean propelentes líquidos (N2O4 y UDMH) y la etapa final usa propelentes criogénicos (LOX y LH2). La primera y segunda etapas son las mismas que en el PSLV. La etapa criogénica del GSLV es suministrada por Rusia.
Los dos primeros lanzamientos del GSLV fueron lanzamientos de prueba. El primero, parcialmente exitoso, se produjo el 18 de abril de 2001 con el satélite GSAT-1. El segundo, totalmente exitoso, tuvo lugar el 8 de mayo de 2003 lanzando el satélite experimental de comunicaciones GSAT-2. El primer lanzamiento operativo (GSLV-F01) se llevó a cabo el 20 de septiembre de 2004 con el satélite EDUSAT.

## Especificaciones
- Carga máxima: 5000 kg a LEO (200 km) y 2500 kg a una órbita de transferencia a GEO.
- Apogeo: 40.000 km.
- Empuje en despegue: 6810 kN.
- Diámetro del cuerpo principal: 2,80 m.
- Longitud total: 49 m.
- Masa total: 402.000 kg.
- Número de etapas: 3